# Peliococcus glandulifer
Peliococcus glandulifer är en insektsart som beskrevs av Borchsenius 1949. Peliococcus glandulifer ingår i släktet Peliococcus och familjen ullsköldlöss. Inga underarter finns listade i Catalogue of Life.